# Карсон, Адам
Адам Александер Карсон (англ. Adam Alexander Carson; род. 5 февраля 1975, Юкайа, Калифорния) — барабанщик американской рок-группы AFI. Вместе с Дэйви Хэвоком является членом группы с самого начала её истории. Также Карсон барабанил для альбомов «Tiger Army’s Early Years EP» и «Tiger Army» группы Tiger Army. Состоял в Influence 13 — группе, основанной Ником 13, Джейдом Пьюджетом (присоединился к AFI в 1998 году), Джеффом Кресге (ушёл из AFI в 1997 году) и двумя их друзьями. Карсон — вегетарианец.
Адам Карсон придумал название альбома «Very Proud of Ya», написал слова песни «Key Lime Pie» (его любимая еда) и несколько строк к «Rizzo in the Box».

## Дискография

### С Tiger Army
- Tiger Army (26 октября 1999, Hellcat Records)
- Early Years EP (8 октября 2002, Hellcat Records)